# Thiamethoxam
Thiamethoxam is een insecticide uit de stofklasse der neonicotinoïden. Het heeft een breed werkingsspectrum tegen allerlei soorten insecten.
Thiamethoxam is een product van Syngenta, dat in 1994 octrooi aanvroeg voor de stof. Er volgde evenwel een jarenlang dispuut met Bayer, dat al een octrooi had voor een neonicotinoïde, namelijk imidacloprid, en van oordeel was dat thiamethoxam te veel daarop leek en dus een inbreuk vormde op Bayers octrooi. Pas in 2002 werd het dispuut bijgelegd, waarbij Syngenta 120 miljoen dollar aan Bayer betaalde in ruil voor wereldwijde rechten op thiamethoxam.

## Werking
Thiamethoxam is een systemisch insecticide, dat snel wordt opgenomen door de plant en getransporteerd naar alle delen van de plant, waar het langdurig beschikbaar blijft. Het is werkzaam in de maag van de insecten, en ook via direct contact. In de insecten blokkeert het de elektronenoverdracht tussen zenuwcellen, waardoor de insecten verlamd raken.
Thiamethoxam is werkzaam tegen onder meer bladluizen, trips, kevers, duizendpoten en miljoenpoten, fritvlieg, zaagwespen, bladmineerders, stengelboorders en termieten.

## Regelgeving
In de Europese Unie is thiamethoxam opgenomen in Bijlage I van de Richtlijn 91/414/EEG: dit wil zeggen dat de lidstaten producten met thiamethoxam mogen erkennen. De geldigheid van de richtlijn loopt van 1 februari 2007 tot 31 januari 2017. Op 29 april 2013 heeft de Europese Commissie echter besloten dit pesticide voorlopig te verbieden, omdat het de bijenpopulatie ernstig aantast en bijen belangrijk zijn voor de bestuiving van voedselgewassen. Het verbod, dat ingaat op 1 december 2013, geldt niet voor de glastuinbouw (kassen), en wordt in 2015 heroverwogen. In België en Nederland is het product Cruiser van Syngenta erkend voor het behandelen van bietenzaad.
Thiamethoxam is ook toegelaten als biocide, meer bepaald voor de bescherming van hout (met een geldigheidsduur van 1 juli 2010 tot 30 juni 2020).

## Toxicologie en veiligheid
Thiamethoxam is een matig toxische stof. Bij normaal gebruik zijn er geen onaanvaardbare risico's aan verbonden. De stof is wel giftig voor bijen, hommels, en schadelijk voor water- en bodemorganismen. In januari 2013 stelde de European Food Safety Agency (EFSA) vast dat dit pesticide onaanvaardbare schade toebrengt aan bijenvolkeren, die belangrijk zijn voor de bestuiving van voedselgewassen. Het advies van dit agentschap is overgenomen door de Europese Commissie. Een metaboliet van thiamethoxam in de bodem is clothianidine.
De aanvaardbare dagelijkse inname (ADI) is vastgesteld op 0,026 mg/kg lichaamsgewicht per dag.